# Hans Ferdinand Marquardt
Hans Ferdinand Marquardt (* 1. Oktober 1910 in Öhringen; † 11. Oktober 2009 in Badenweiler,) war ein deutscher Botaniker und Forstwissenschaftler.

## Leben
Hans Marquardt wurde am 1. Oktober 1910 in Öhringen als Sohn von Emil Marquardt und Eugenie Luppold geboren. Er besuchte das Karlsgymnasium in Heilbronn (heute Theodor-Heuss-Gymnasium), an dem er am 22. Februar die Reifeprüfung ablegte.
Marquardt studierte ab dem Sommersemester 1929 zunächst Musik mit Schwerpunkt Klavier und wurde am 8. März 1937 an der Universität Tübingen zum Dr. phil. promoviert mit der Arbeit „Die Stuttgarter Chorbücher unter besonderer Behandlung der Messen“. Parallel studierte er Biologie und wurde am 3. Februar 1938 an der Universität Freiburg mit einer Arbeit zur Genetik von Nachtkerzen („Die Meiosis von Oenothera I“) bei Friedrich Oehlkers zum Dr. phil. nat. promoviert. Während des Studiums wurde er Mitglied der Studentenverbindung Landsmannschaft Schottland. Danach war er wissenschaftlicher Assistent bei Oehlkers und an dessen Forschungen zur Induktion von Mutationen bei Pflanzen beteiligt. Am 19. März 1940 habilitierte er sich mit einer Schrift zum Effekt von Röntgenstrahlen auf die Mitose.
Am 20. Februar wurde Marquardt zum außerordentlichen Professor am Forstbotanischen Institut der Universität Freiburg ernannt. Am 14. April 1950 folgte die Ernennung zum außerordentlichen Professor ab 15. Juli 1954 mit den akademischen Rechten eines ordentlichen Professors. Am 6. Februar 1963 erfolgte dann die Ernennung zum ordentlichen Professor. Marquardt wurde im September 1978 emeritiert.
Hauptforschungsgebiete von Marquardt waren Cytologie, Cytochemie und Physiologie lebender Gewebe in Stamm und Wurzel mit dem Ziel, Bau und funktionelle Leistungen von Baumstämmen aufzuklären. Die Cytogenetik cancerogener Chemikalien war ein weiteres Arbeitsgebiet. In Zusammenarbeit mit anderen Universitätsinstituten hat er mit seiner Arbeitsgruppe die Wirkung mutagener Substanzen auf den Modellorganismus Hefe sowie auf die Chromosomen höherer Pflanzen erforscht. Ein weiteres Feld waren Untersuchungen über die Auswirkungen ionisierender Strahlen auf die Entwicklung männlicher Keimzellen bzw. auf die Befruchtung höherer Pflanzen mit Hilfe des Elektronenmikroskops.
Neben seinen Aufgaben als Universitätsprofessor war Marquardt zeitweise Mitglied der Mitte der 1950er Jahre gegründeten Arbeitskreise Medizin, Biologie und Landwirtschaft sowie Strahlenbiologie des Bundesministeriums für Atomfragen.
Nach seiner Emeritierung arbeitete Marquardt auf musikwissenschaftlichem Gebiet weiter bis ins hohe Alter.

## Ehrungen
- 1979: Preis der Gesellschaft für Umwelt-Mutationsforschung e. V.

## Schriften (Auswahl)
- Die Meiosis von Oenothera I. In: Zeitschrift für Zellforschung und mikroskopische Anatomie 27, 1937, S. 159–210
- Untersuchungen über den Formwechsel der Chromosomen im generativen Kern des Pollens und Pollenschlauchs von Allium und Lilium. Planta, 1940, Band 31, Number 4, S. 670–725.
- Die Herstellung von Dauerpräparaten aus Essigsäurekarmin-Quetschpräparaten. TAG Theoretical and Applied Genetics, 1946, Band 17, Numbers 13–15, S. 447–449.
- Verhalten Röntgeninduzierter Viererringe mit großen interstitiellen Segmenten bei Oenothera hookeri. Molecular and General Genetics MGG, 1948, Band 82, Numbers 3–4, S. 415–429.
- mit Friedrich Oehlkers: Die Auslösung von Chromosomenveränderungen durch Injektion wirksamer Substanzen in die Knospen von Paeonia tenuifolia. Molecular and General Genetics MGG, 1949, Band 83, Number 3, S. 299–317.
- Die Schädigung des Zellkerns durch Röntgenbestrahlung. Cellular and Molecular Life Sciences, 1949, Band 5, Number 1, S. 31–43.
- Neuere Auffassungen über einige Probleme aus der Pathologie der Kernteilung. Naturwissenschaften, 1950, Band 37, Number 18, S. 416–424.
- Neuere Auffassungen über einige Probleme aus der Pathologie der Kernteilung. Naturwissenschaften, 1950, Band 37, Number 19, S. 433–438.
- Die Wirkung der Röntgenstrahlen auf die Chiasmafrequenz in der Meiosis von Vicia faba. Chromosoma, 1950, Band 4, Number 1, S. 232–238.
- Die Auslösung von Chromosomenmutationen durch Röntgenstrahlen und durch die Invertseife Zephirol in der Meiosis von Oenothera hookeri. Molecular and General Genetics MGG, 1949, Band 83, Number 5, S. 513–530.
- Die Auslösung von Chromosomenmutationen in der Meiosis durch tiefe Temperatur. Molecular and General Genetics MGG, 1951, Band 84, Number 3, S. 169–181.
- mit Elisabeth Bautz: Das Verhalten oxydierender Fermente in den Grana mit Mitochondrienfunktion der Hefezellen. Naturwissenschaften, 1953, Band 40, Number 20, S. 531–532.
- mit Elisabeth Bautz: Die Grana mit Mitochondrienfunktion in Hefezellen. Naturwissenschaften, 1953, Band 40, Number 20, S. 531.
- Über die spontanen Aberrationen in der Anaphase der Meiosis von Paeonia tenuifolia.   Chromosoma, 1953, Band 5, Number 1, S. 81–112.
- Über eine Methode zur züchterischen Bearbeitung von Standorteigenschaften bei der Pappel. TAG Theoretical and Applied Genetics, 1953, Band 23, Number 12, S. 365–370.
- Karyotische Vererbung. Naturwissenschaften, 1953, Band 40, Number 3, S. 69–78.
- mit Elisabeth Bautz: Sprunghafte Änderungen des Verhaltens der Mitochondrien von Hefezellen gegenüber dem Nadi-Reagens. Naturwissenschaften, 1954, Band 41, Number 5, S. 121–122.
- mit Elisabeth Bautz: Das Verhalten verschiedener Hefearten gegenüber der in vivo durchgeführten Indophenolblau-(Nadi-)Reaktion. Archives of Microbiology, 1955, Band 23, Number 3, S. 251–264.
- mit Eberhard Gläss: Die Chromosomenzahlen in den Leberzellen von Ratten verschiedenen Alters.  Chromosoma, 1956, Band 8, Number 1, S. 617–636.
- Natürliche und künstliche Erbänderungen. Probleme der Mutationsforschung (rowohlts deutsche enzyklopädie 44). Rowohlt Taschenbuch Verlag., Hamburg 1957, 177 S.
- mit Eberhard Gläss: Die Veränderungen der Häufigkeit euploider und aneuploider Chromosomenzahlen in der hepatektomierten Rattenleber bei Buttergelb-Verfütterung. Naturwissenschaften, 1957, Band 44, Number 24, S. 640.
- mit Elisabeth Bautz: Die Wirkung einiger Atmungsgifte auf das Verhalten von Hefe-Mitochondrien gegenüber der Nadi-Reaktion. Naturwissenschaften, 1954, Band 41, Number 15, S. 361–362.
- mit Gerhard Schubert: Die Strahlengefährdung des Menschen durch Atomenergie (= rowohlts deutsche enzyklopädie 91). Rowohlt Taschenbuch Verlag, Hamburg 1959, 184 S.
- Erbänderungen somatischer Zellen und ihr Anteil bei experimenteller Krebsauslösung. Naturwissenschaften, 1959, Band 46, Number 7, S. 217–223.
- Die gegenwärtige Strahlenbelastung des Menschen und ihre biologische Beurteilung. Universitas 2/1962. Wissenschaftliche Verlagsgesellschaft Stuttgart.
- mit F. K. Zimmermann, R. Schwaier: Nitrosamide als mutagene Agentien Naturwissenschaften, 1963, Band 50, Number 19, S. 625.
- Elektronenoptische Untersuchungen über die Ascosporenbildung bei Saccharomyces cerevisiae unter cytologischem und cytogenetischem Aspekt. Archives of Microbiology, 1963, Band 46, Number 3, S. 308–320.
- Neuere Ergebnisse der somatischen Genetik. Naturwissenschaften, 1967, Band 54, Number 9, S. 217–222
- mit Uta von Rahden: Die Wirkung des genetisch aktiven, krebsauslösenden 1-Nitroso-imidazolidon-2 auf die Feinstruktur der Hefe Rhodotorula rubra. Protoplasma, 1968, Band 66, Numbers 1–2, S. 131–137.
- mit Ortrud M. Barth, Uta von Rahden: Zytophotometrische und elektronenmikroskopische Beobachtungen über die Tapetumzellen in den Antheren von Paeonia tenuifolia. Protoplasma, 1968, Band 65, Number 4, S. 407–421.